# Forcipomyia taragui
Forcipomyia taragui är en tvåvingeart som beskrevs av Marino, Spinelli och Cazorla 2002. Forcipomyia taragui ingår i släktet Forcipomyia och familjen svidknott. Inga underarter finns listade i Catalogue of Life.